# Ancistrocerus maroccanus
Ancistrocerus maroccanus är en stekelart som beskrevs av Gusenleitner 1977. Ancistrocerus maroccanus ingår i släktet murargetingar, och familjen Eumenidae. Inga underarter finns listade i Catalogue of Life.